# سفارت سابق شوروی در تل آویو

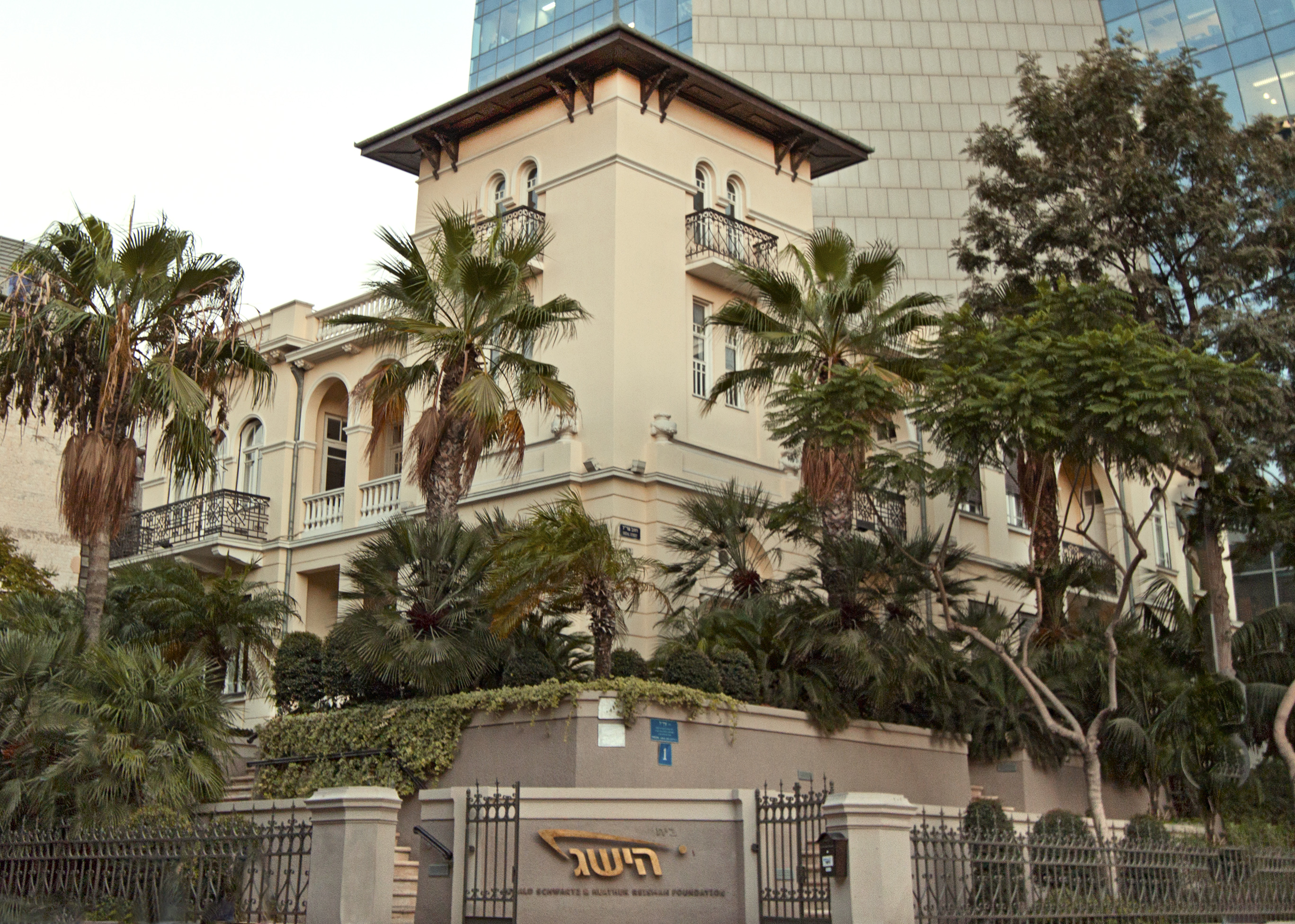
نمایی از سفارت سابق روسیه در بلوار روتشیلد تل آویو.

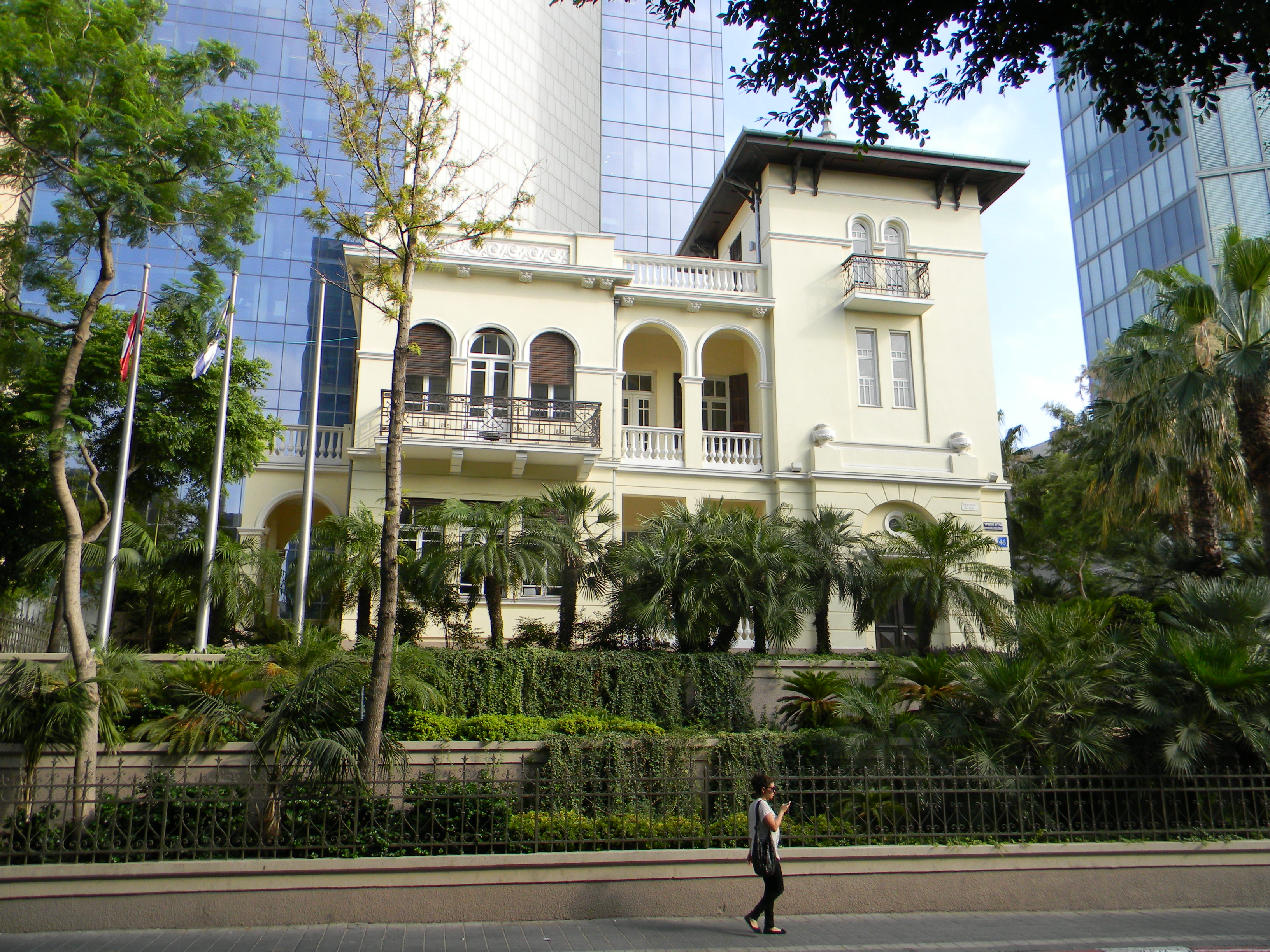
ساختمان سابق سفارت در سال ۱۹۹۱ توسط ۳ معمار مشهور اسرائیلی بازسازی شد.

سفارت سابق روسیه در تل آویو، در «پلاک ۴۶، بلوار روتشیلد» واقع شده‌است.
ساختمان سفارت روسیه در مکانی تاریخی در تل آویو واقع شده که به خانه لوین (به عبری: בית לוין) نیز مشهور است. در سال ۱۹۲۴ میلادی، معمار اسرائیلی یهودا ماگیدوویچ، خانه‌ای در سبک التقاطی را برای خانواده پرنفوذ و ثروتمند لوین ساخت.
پس از تشکیل دولت یهود، اتحاد جماهیر شوروی سوسیالیستی ساختمان را از مالکانش خریداری کرد و با برقرار شدن روابط دیپلماتیک میان دو کشور، در سال ۱۹۴۸ سفارت شوروی در تل آویو رسماً در آن مکان تأسیس شد.
سفارت در ۹ فوریه ۱۹۵۳ توسط سه عضو گروه شبه‌نظامی لحی منفجر شد. شدت انفجار به حدی بود که ساختمان نیمه‌ویران شد. بمب‌گذاری باعث قطع موقت روابط شوروی و اسرائیل شد.